# 파흐사

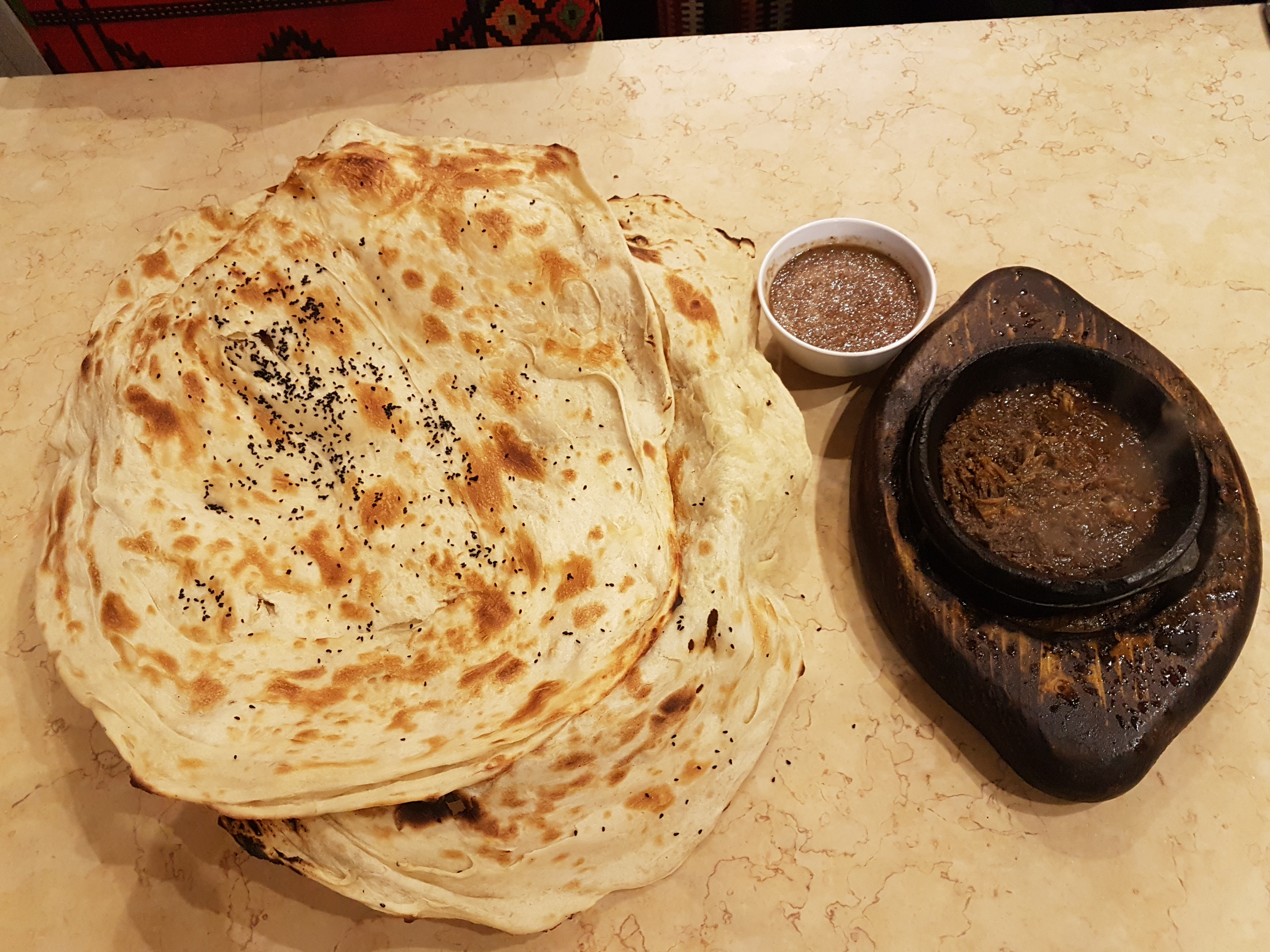
파흐사

파흐사(فحسة)는 예멘의 스튜이다. 양고기 국물(마라끄)이 들어간 양고기 커틀릿으로 만들어진다. 요리 후에 향신료와 훌바가 첨가된다.

## 같이 보기
- 살타